# Taruho Inagaki
Taruho Inagaki (稲垣 足穂, Inagaki Taruho, 26 décembre 1900 - 25 octobre 1977) est un écrivain japonais.

## Biographie
Né à Osaka, Inagaki s'installe à Akashi dans la préfecture de Hyōgo alors qu'il est encore à l'école primaire, et passe une grande partie de son enfance à Kōbe. Il est diplômé du Kwansei Gakuin Junior High School.
Après des débuts comme peintre, Inagaki se fait connaître en 1923 avec le roman  Issen inchibyō monogatari  comme représentant de la fiction moderne au Japon. En raison de son alcoolisme, il ne produit pratiquement aucune œuvre littéraire importante les années suivantes. Ce n'est qu'après la Seconde Guerre mondiale qu'il revient au-devant de la scène littéraire avec des œuvres telles que Miroku et Karera dans lesquels il traite de l'homosexualité. Ces deux titres sont suivis par de nombreux essais sur le même sujet.
En 1968, il remporte le premier grand prix de littérature japonaise pour Shōnen'ai no Bigaku (少年愛の美学, L'esthétique de l'amour pédéraste), essai sur « l'esthétique érotique » dans lequel il partage les histoires en A (anal), V (vaginal), P (pénis) et K, les variétés (clitoris) et « décrit les ramifications historiques, psychologiques et métaphysiques de l'amour des beaux garçons dans un mélange éclectique d'idées puisées dans l'histoire, le freudisme, la psychologie pop et l'existentialisme.
Les ouvrages d'Inagaki traitent souvent de thèmes dont le vol animal, les objets célestes, et les relations érotiques et romantique entre beaux garçons adolescents. Ses histoires sur ce dernier sujet et ses essais dans Shōnen'ai no Bigaku, influencent les premiers écrivains du genre yaoi comme Keiko Takemiya.

## Ouvrages
- Issen inchibyō monogatari, 1923
- Miroku, 1946
- Karera, 1946-47
- Shōnen'ai no bigaku, 1969
- Hikōki yarōtachi, 1969
- Vuanari to Manira, 1969
- Raito kyōdai ni hajimaru, 1970
- Kinshoku no anus, 1972

## Source de la traduction
- (de)/(en) Cet article est partiellement ou en totalité issu des articles intitulés en allemand « Inagaki Taruho » (voir la liste des auteurs) et en anglais « Taruho Inagaki » (voir la liste des auteurs).